# Судак
 Тази статия е за града в Украйна.  За рибата вижте Бяла риба.  
Суда́к е град на Кримския полуостров (територия, окупирана от Русия).

## История
Градът е основан вероятно през 212 година. През Средните векове носи гръцкото име Сугдея (Σουγδαια) и италианското Солдая (Soldaia), а славянското му име е Суро́ж.
През VII-VIII век Кримският полуостров е поделен между хазарите на изток и Византия на запад, като Судак попада в граничния район между двете държави. В Житието на Стефан, епископ на Сурож в този период, се съобщава, че „войнствен и силен руски княз“ с многочислена войска пристига пред Сурож, събаря железните врати и разграбва града и църквата му.
През ХІХ век градът е завладян от селджукските турци, а от 1204 година е колония на Венецианската република. През следващите векове е разорен и разрушен от монголите, но се възстановява бързо. От 1365 година е завладян от Генуезката република и е включен в състава на нейните кримски колонии. През 1475 г. е завладян от османските турци и започва период на дълговековен упадък.
От 1783 година влиза в състава на Русия почти обезлюден. Добива отново статут на град едва през 1982 година.

## Крепост
Крепостта в Судак е построена през VІ или VІІ век по нареждане на император Юстиниан I и е преустроена от генуезците между 1371 и 1469 година. Намира се в непросредствена близост до залива на Судак. Нейната площ е почти 30 хектара.
Крепостта е разположена върху скален нос с конусовидна форма. На руски сега се ползва руското име „Крепостная“, а по-старото му турско име е „Къзкулебурун“ или нос „Момина кула“ – вероятно първоначалното име на крепостта е било свързано с името „Момина кула“. Сега се нарича „Генуезка“. Всъщност генуезците ремонтират и надстрояват зидове от по-ранна епоха, без да променят съществено планировката на крепостта. Зидарията в основите съвпада по вид със зидарията от каменните дворци в Плиска, първата столица на Дунавска България.
Изключително подходящото разположение на крепостта и мощните отбранителни съоръжения я правят почти непристъпна: от запад достъпът е труден, от юг и изток скалите са отвесни към морето, а от североизток е изкопан дълбок ров. В крепостта има 2 реда на отбрана: долен и горен. Долният е защитен от зид с височина между 6 и 8 метра и с дебелина около 2 метра. Зидът е укрепен от 14 бойни кули (високи 15 метра) и главен вход. Всяка кула е била наречена на генуезки консулал, по чието време е била построена. Запазени са надписи на средновековен латински. Горният ред на отбрана включва наблюдателна кула и консулски замък, заградени от стена, която върви по самия ръб на скалата. Между горния и долния зид е бил разположен градът.
Още не са приключили археологическите проучвания в крепостта, но са открити много графити по камъните, керамични съдове, оръжия и други артефакти от времето на Ранното Средновековие.